# Stanowisko paleontologiczne w Dzikowcu

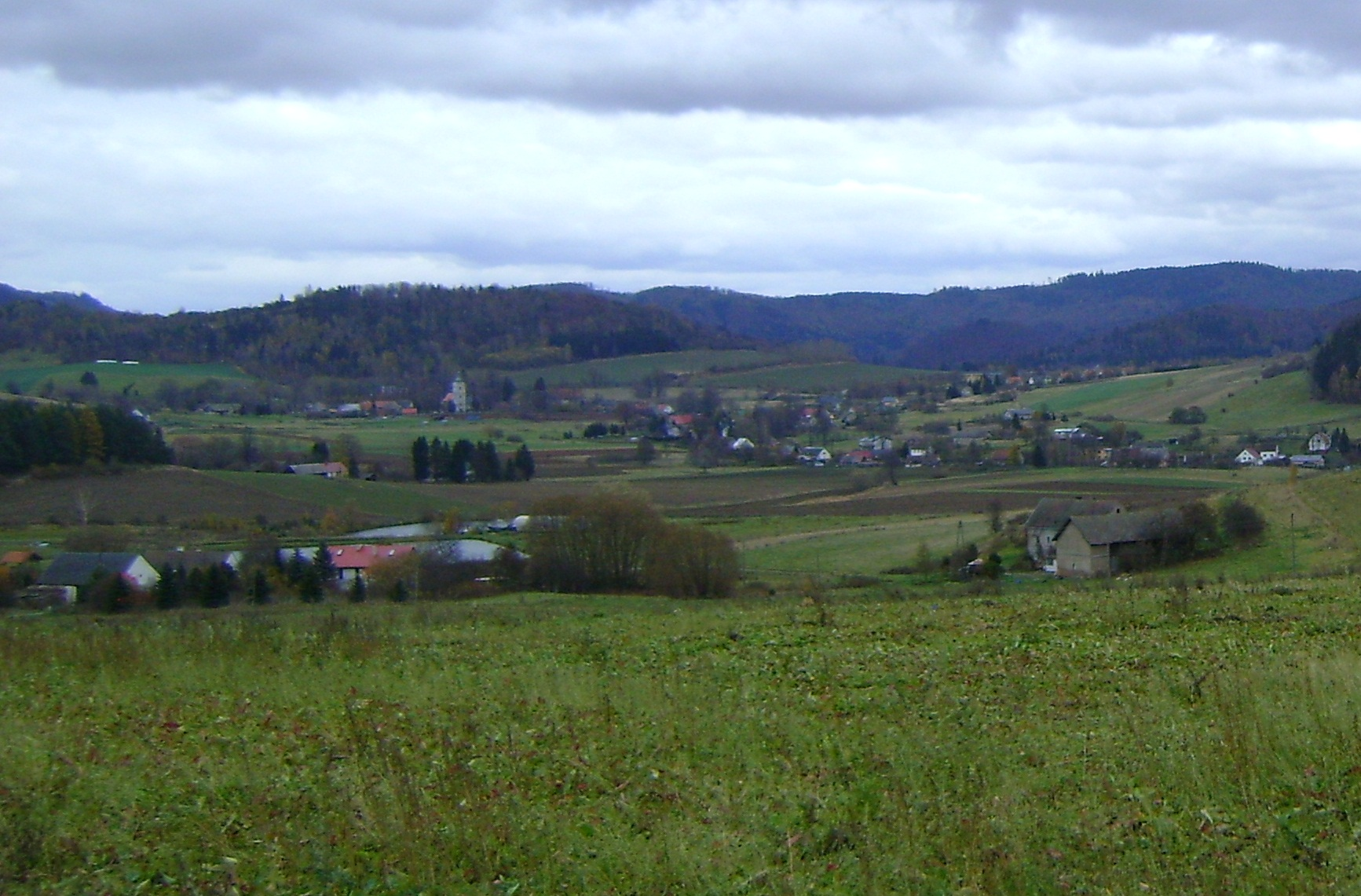
Widok wsi Dzikowiec od zachodu; w głębi (za wsią) między innymi góra Wapnica

Stanowisko paleontologiczne w Dzikowcu – klasyczne stanowisko paleontologiczne górnego dewonu (famenu) i dolnego karbonu (turneju), położone w Dzikowcu (Sudety) na górze Wapnicy, jedno z najistotniejszych naukowo stanowisk paleontologicznych w Polsce.

## Historia badań
Pierwszą wzmiankę o kamieniołomach wapienia w Dzikowcu podał w 1797 r. Leopold von Buch, który w 1839 r. opisał stamtąd faunę głowonogów. Spośród geologów niemieckich, którzy prowadzili tu badania naukowe, można wymienić Emila Tietzego, Fritza Frecha, Georga Güricha, Carla Renza, Ottona Heinricha Schindewolfa i Ericha Bederkego. Po 1945 pracowali tu przede wszystkim geolodzy polscy, między innymi Józef Oberc, Joanna Haydukiewicz, Błażej Berkowski i Jerzy Dzik.
Zbiory paleontologiczne z Dzikowca znajdują się między innymi w Muzeum Geologicznym Uniwersytetu Wrocławskiego.

## Opis stanowiska

### Położenie
Stanowisko paleontologiczne znajduje się na południe od Gór Sowich, na północno-zachodnim krańcu Gór Bardzkich, na wzgórzu Wapnica, około 300 m na SE od wsi Dzikowiec (dawna niemiecka nazwa Ebersdorf bei Neurode; w niektórych źródłach nazwa polska Dzikowiec Kłodzki).

### Stratygrafia
W spągu profilu znajduje się gabro. Wyżej następują: 
- zlepieniec z wielkich bloków gabra [jednostka α według numeracji Güricha[8]];
- wapień podstawowy ze Sphaerocodium zimmermanii[2] (dawniej datowany na fran, ale obecnie uznaje się to za niepewne[15]; w części kamieniołomu badanej przez Güricha profil różni się w szczegółach i odpowiadają mu jednostki β, γ i δ[8][15]);
- wapień główny z koralowcami (ok. 40 m; jednostka ε);
- wapienie z fauną głowonogów (ok. 8 m; jednostka ζ).

Ta część sekwencji (α–ζ) zaliczana jest do formacji z Wapnicy. 
Nad sekwencją wapienną znajduje się cienki pakiet czarnych łupków (formacja z Gołogłowów), a powyżej miąższy zespół piaskowców karbońskich (facja kulmu; jednostka η, formacja z Nowej Wsi).

### Biota kopalna
Znaczenie stanowiska w Dzikowcu polega na tym, że: biota dewońska jest tu bardzo bogata, przede wszystkim znaleziono tu kilkadziesiąt gatunków głowonogów; stanowisko to jest miejscem typowym dla licznych taksonów kopalnych; niektóre z występujących tu gatunków znane są tylko z nielicznych miejsc na świecie. Tak na przykład klimenie z rodzaju Soliclymenia Schindewolf, 1937 znane są tylko z czterech lokalizacji (z Dzikowca, dwóch miejsc w Niemczech i jednego w Chinach).

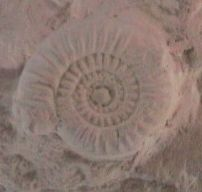
Pseudarietites silesiacus Frech, 1902, goniatyt opisany z turneju Dzikowca

Z wapienia podstawowego opisano glony (najprawdopodobniej sinice) Sphaerocodium zimmermannii Rothpletz. Z wapienia głównego [jednostka ε] podano dziewięć gatunków  koralowców czteropromiennych, z czego z tego stanowiska opisano dwa nowe gatunki z rodzaju Scruttonia Tcherepnina, 1974; z tego poziomu opisano też stromatoporoidy. Z czarnych łupków, leżących pomiędzy jednostkami ζ i η, opisano heterokorala Oligophylloides weyeri Berkowski, 2002. Z niektórych warstw profilu w Dzikowcu znane są też ryby spodouste, mikrofauna (konodonty i otwornice) oraz mikroflora (akritarchy i zarodniki).
Najbogatsza fauna występuje w górnej części formacji z Wapnicy [wapień klimeniowy, jednostka ζ według numeracji Güricha]. Znana jest stamtąd bardzo bogata fauna głowonogów, datowana na famen VI (piętro Wocklumeria) i turnej (piętro Gattendorfia). 
Z dolnej (fameńskiej) części wapienia klimeniowego podano 49 taksonów (głównie gatunków, kilka odmian) goniatytów i klimenii, a ponadto kilkanaście gatunków łodzików, małży, ramienionogów i trylobitów. Opisano stąd między innymi: kilka gatunków rodzaju Glatziella Renz, 1914, nazwanego od niemieckiej nazwy Kłodzka (Glatz), w tym gatunek typowy G. helenae (Renz, 1914); gatunek Soliclymenia solarioides (von Buch, 1839) (typ rodzaju Soliclymenia Schindewolf, 1937); gatunek Trochoclymenia wysogorskii (Frech, 1902) (typ rodzaju Trochoclymenia Schindewolf, 1929; gatunek znany z dwóch miejsc na świecie). Gatunek Cymaclymenia silesiaca (Renz, 1913) jest znany z tego jednego miejsca na świecie. Z tej części profilu pochodzi również trylobit Helioproetus ebersdorfensis (Richter, 1913), nazwany od niemieckiej nazwy Dzikowca (Ebersdorf).
Z górnej (turnejskiej) części tego wydzielenia (jednostki ζ) podano 17 gatunków głowonogów karbońskich. Opisano stąd Pseudarietites silesiacus Frech, 1902 (łac. silesiacus – śląski), gatunek typowy rodzaju Pseudarietites Frech, 1902.

## Historia interpretacji trójkątnych klimenii
Heteromorficzne głowonogi późnego famenu, których jednym z głównych miejsc występowania w skali światowej jest odsłonięcie w Dzikowcu, były jednym z argumentów, który skłonił Ottona H. Schindewolfa do sformułowania teorii ewolucji, w której znaczną rolę odgrywała ortogeneza. Według Schindewolfa dzieje poszczególnych linii ewolucyjnych można porównać do historii życia osobników. Tak jak osobniki przeżywają młodość, dojrzałość i starość, tak samo linie ewolucyjne przechodzą przez etapy typogenezy, typostazy i typolizy (cały taki cykl nazywa się typostrofem). Nietypowe kształty klimenii późnego famenu miały być dowodem starości filogenetycznej tej linii (typolizy), która rzeczywiście wymiera na granicy dewon–karbon.
Obecnie jednak wykazano, że nietypowe kształty niektórych późnofameńskich klimenii mają znaczenie adaptatywne. Wymarcie tej grupy amonitowatych wiąże się natomiast z wymieraniem na granicy dewon–karbon, czyli wydarzeniem Hangenberg.